# Scatopse chalcogaster
Scatopse chalcogaster är en tvåvingeart som beskrevs av Edwards 1929. Scatopse chalcogaster ingår i släktet Scatopse och familjen dyngmyggor.
Artens utbredningsområde är Filippinerna. Inga underarter finns listade i Catalogue of Life.